# Born on Instagram
Born on Instagram é uma iniciativa do Instagram que se iniciou no ano de 2019 para descobrir novos talentos pela Índia. O principal motivo da empresa é “celebrar, descobrir e apresentar” criadores de todo o país, onde os criadores terão a oportunidade de colaborar e orientar.